# 哈勒爾 (阿肯色州)
哈勒爾（英語：Harrell）是一個位於美國阿肯色州卡爾霍恩縣的城鎮。根據2020年美國人口普查，該鎮人口為210人，而該鎮的面積約為1.43平方千米。

## 地理
哈勒爾的座標為33°30′38″N 92°24′00″W / 33.51056°N 92.40000°W，而該地的平均海拔高度為62米（即203英尺）。